# Hamed Sinno
Pour les articles homonymes, voir Sinno.
Hamed Sinno (en arabe : حامد سنّو), né le 25 avril 1988 à Beyrouth au Liban, est le chanteur libano-américain   du groupe de rock alternatif Mashrou'Leila .

## Biographie
Sinno a co-fondé Mashrou'Leila en 2008 alors qu'il étudiait le design à l'université américaine de Beyrouth (AUB).
Sinno a fait la couverture du magazine français Têtu et du magazine jordanien My.Kali.
Il est ouvertement gay et défenseur des droits LGBT au Moyen-Orient et dans le monde.
Hamed Sinno utilise les pronoms neutres "they/them".